# Sandiniés
Sandiniés ist ein spanischer Ort in der Provinz Huesca der Autonomen Gemeinschaft Aragonien, der zur Gemeinde Sallent de Gállego gehört. Das Dorf auf circa 1294 Meter Höhe liegt circa acht Kilometer südlich von Sallent de Gállego und hatte im Jahr 2019 54 Einwohner.

## Sehenswürdigkeiten
- Pfarrkirche aus dem 17. Jahrhundert